# Гёрен (Альтенбург)
Гёрен (нем. Göhren) — община в Германии, в земле Тюрингия.
Входит в состав района Альтенбург. Подчиняется управлению Альтенбургер Ланд. Население составляет 439 человек (на 31 декабря 2010 года). Занимает площадь 8,60 км².
Коммуна подразделяется на 5 сельских округов.